# Wolne miasto (film)
Wolne miasto – polski czarno-biały film wojenny z 1958 roku w reżyserii Stanisława Różewicza, według scenariusza Jana Józefa Szczepańskiego. Tematem filmu jest obrona Poczty Polskiej w Gdańsku we wrześniu 1939 roku przed niemiecką inwazją, dowodzona przez Konrada Guderskiego (Stanisław Jasiukiewicz). Wolne miasto w chwili powstania zostało negatywnie przyjęte przez krytyków, którzy zarzucali mu romantyczno-heroiczny ton; z czasem interpretacje filmu kładły jednak nacisk na jego wręcz paradokumentalne walory i narrację pozbawioną heroizmu, acz oddającą szacunek obrońcom poczty.

## Fabuła

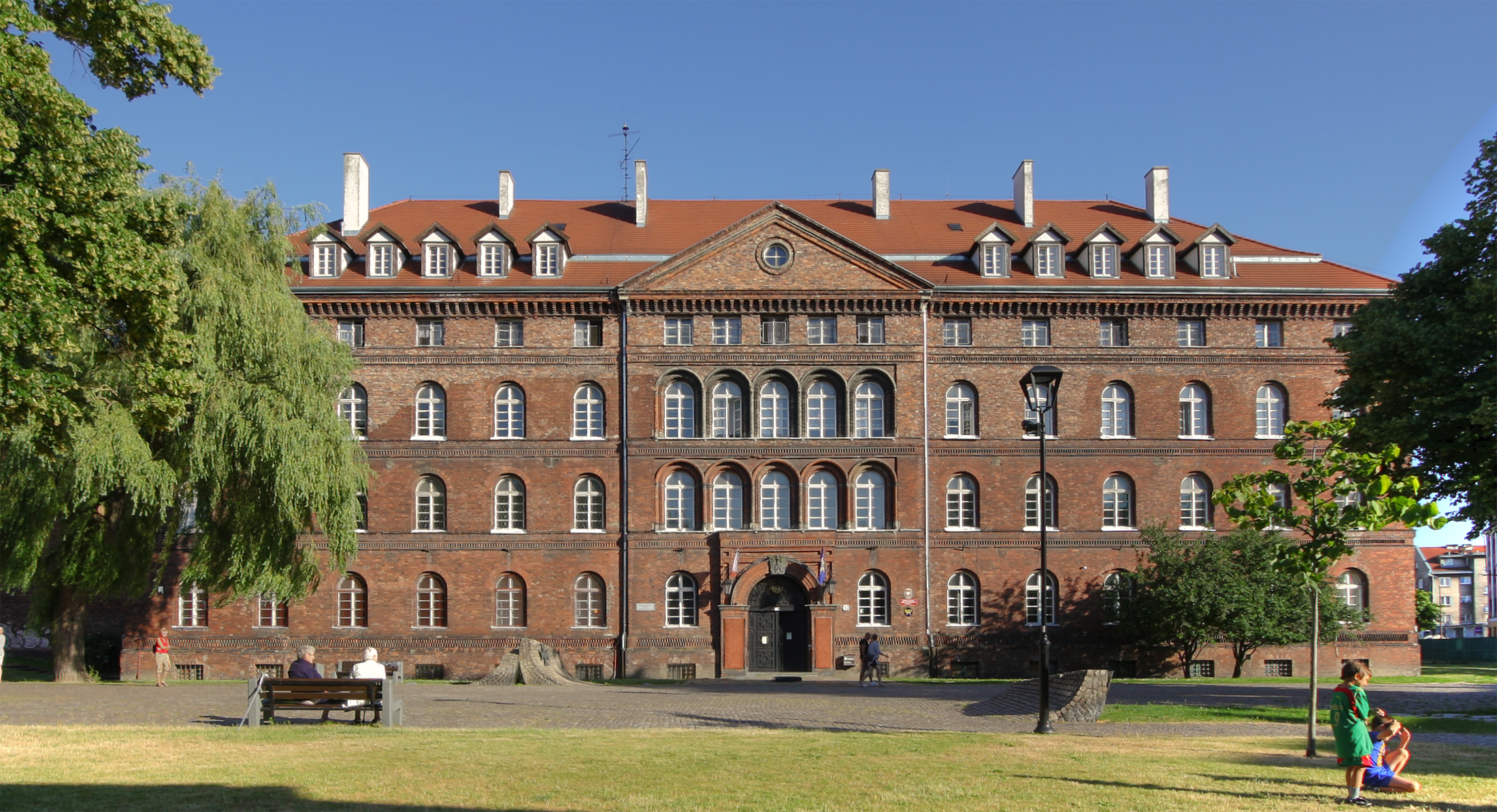
Gmach Poczty Polskiej w Wolnym Mieście Gdańsku

Jest rok 1939. Na terenie Wolnego Miasta Gdańska narasta hitlerowski terror, nasilają się szykany i prześladowania polskiej ludności ze strony gdańskich Niemców. Początek filmu opowiada o codziennym życiu Polaków w tej napiętej atmosferze. 1 września rozpoczyna się II wojna światowa. Zaatakowani pracownicy Poczty Polskiej w Śródmieściu Gdańska barykadują się w gmachu i stawiają zbrojny opór Niemcom. Polacy w budynku walczą i liczą na szybką odsiecz. Pomoc jednak nie nadchodzi, a Niemcy wprowadzają do walki artylerię, wozy bojowe i miotacze płomieni. Obrońcom kończy się amunicja i ponoszą duże straty w ludziach. Trwa wewnętrzna agonia poczty. W końcu po 12 godzinach rozpaczliwej walki pocztowcy decydują się poddać. Po stronniczym procesie giną rozstrzelani.

## Obsada
Źródło: Internetowa Baza Filmu Polskiego

- Stanisław Jasiukiewicz – Konrad Guderski (w filmie nie wypowiedziano nazwiska)
- Bronisław Dardziński – naczelnik poczty Kowalski
- Wiesława Mazurkiewicz – Kowalska, żona naczelnika poczty
- Kazimierz Wichniarz – asystent Kunert
- Włodzisław Ziembiński – listonosz Rajca
- Jerzy Śliwa – listonosz Barcikowski
- Adam Kwiatkowski – listonosz Plichta
- Hanna Zembrzuska – telegrafistka Irka
- Irena Netto – Erna Pająkowa
- Danuta Królska – Trudka, wnuczka Pająkowej
- Piotr Fronczewski – Boguś, syn Barcikowskiego
- Wacław Kowalski – listonosz Wiśniewski
- Edward Kowalczyk – kolejarz Stanisław Herman
- Stanisław Gronkowski – telefonista Kozubek
- Krystyna Feldman – telefonistka Zosia
- Jan Machulski – marynarz Janek, narzeczony Irki
- Klemens Mielczarek – Rudi Nowak
- Edmund Fetting – fotograf niemiecki robiący zdjęcie Plichcie
- Barbara Rachwalska – Barcikowska, matka Bogusia
- Kalina Jędrusik – kelnerka w piwiarni
- Leonard Andrzejewski – Niemiec w barze
- Ryszard Filipski – Niemiec w piwiarni
- Stanisław Michalski – Niemiec w dokach

## Produkcja
Wolne miasto było pierwszym polskim filmem o wrześniu 1939 roku. Reżyser przedstawił w nim dramat grupy cywilów – pracowników Poczty Polskiej w Wolnym Mieście Gdańsku – wciągniętych w tryby wielkiej historii. Wydarzenia w Gdańsku na potrzeby filmu zrekonstruowano na podstawie niemieckich dokumentów oraz kronik i zdjęć filmowych wykonanych przez Niemców. Po sporządzeniu dokumentacji scenarzysta Jan Józef Szczepański stworzył fabularyzowaną wersję wydarzeń. Jedyną historyczną postacią w filmie jest niewspomniany z nazwiska dowódca obrony poczty, Konrad Guderski.
Prace zdjęciowe rozpoczęły się w łódzkim atelier, gdzie aktorom wręczono broń pochodzącą z 1939 roku. Ze względu na skomplikowanie kilku scen (zawalanie się murów i palenie dekoracji, których ze względu na oszczędności nie można było odbudować) ekipa filmowa musiała je kręcić z kilku kamer. Prace w atelier zakończono w kwietniu 1958 roku, po czym produkcja przeniosła się do Trójmiasta, gdzie zdjęcia plenerowe ukończono w czerwcu 1958 roku. Po pracach montażowych premiera Wolnego miasta odbyła się 1 września 1958 roku, w rocznicę agresji niemieckiej na Polskę.

## Odbiór
W chwili premiery Wolne miasto spotkało się z negatywną reakcją polskich krytyków. Lech Pijanowski z „Filmu” wyrażał zmienne uczucia wobec Wolnego miasta:
Tam, gdzie reżyser Różewicz rozmawia z widzami kameralnie, niemal szeptem, gdzie ukazuje sylwetki ludzkie, słucha rozmów i każe nam wzruszać się uczuciami i odruchami ekranowych bohaterów – tam osiąga pełny i zasłużony sukces. Gdy natomiast przemawia pełnym głosem, niemal krzyczy i ukazuje fakty nieludzkie i tragiczne – tracimy bliską perspektywę, jakby stajemy obok, przestajemy się wzruszać.
Z kolei Aleksander Jackiewicz niepochlebnie wyrażał się o całości filmu, uznając go za „niedobry” i „zaprzepaszczony” oraz wskazując, że Wolne miasto znacząco by zyskało na zainscenizowaniu sekwencji podobnej do Pancernika „Potiomkina” (1925) Siergieja Eisensteina. Również Wiesław Stradomski uznał film Różewicza i Szczepańskiego za pomyłkę, pisząc, iż jest on „jeszcze jednym hołdem złożonym romantyzmowi, który kosztował nasz naród wiele niepotrzebnych ofiar”. Pomimo akcentów krytycznych wobec postaw polskich polityków tuż przed II wojną światową, Stradomski odnalazł w Wolnym mieście „gloryfikację romantyczno-heroicznej polskiej mentalności”.
Nawet po przełomie transformacyjnym Wolne miasto spotykało się z otwartą nienawiścią części krytyków. Krzysztof Demidowicz z „Filmu” w 1992 roku pisał, że film Różewicza i Szczepańskiego „w sposób raczej mało wyrafinowany odwołuje się do uczuć narodowych, przeciwstawiając nikczemnym Niemcom schematycznie szlachetnych polskich pocztowców”. Stopniowo jednak Wolne miasto było poddawane ponownej ocenie, a z jego seansu wyprowadzano radykalnie inne opinie niż Stradomskiego czy też Demidowicza. Cezary Polak z czasopisma „Dziennik” pisał w 2011 roku, że film Różewicza i Szczepańskiego „jest nie apoteozą heroizmu obrońców Poczty Gdańskiej, lecz paradokumentalną opowieścią o walce o honor, godność i ocalenie człowieczeństwa, którą w sytuacji zagrożenia podejmują zwykli ludzie – bez górnolotnych frazesów i bogoojczyźnianej retoryki” . Również Paweł Stachnik na łamach „Dziennika Polskiego” akcentował, że film Wolne miasto jako pierwszy pokazywał wojnę obronną Polski bez „zakłamania” . Stachnik przypominał, że „dotąd o kampanii wrześniowej można było mówić albo źle, albo wcale” . Tematykę wojny obronnej Różewicz podjął też w późniejszym, podobnie skonstruowanym filmie Westerplatte (1967) .

## Nagrody
Wolne miasto zostało uhonorowane Srebrnym Medalem na Światowym Kongresie Młodzieży i Studentów, a za jego reżyserię Stanisław Różewicz otrzymał Nagrodę Ministra Obrony Narodowej I stopnia.